# بنجامين إف. مارش
بنجامين إف. مارش هو محامي وسياسي أمريكي، ولد في 1839 في وارسو في الولايات المتحدة، وتوفي في 2 يونيو 1905. نشط حزبياً في الحزب الجمهوري. وقد انتخب عضو مجلس النواب الأمريكي ‏.